# David Rockefeller
David Rockefeller, född 12 juni 1915 i New York, död 20 mars 2017 i Pocantico Hills i Westchester County i delstaten New York, var en amerikansk bank- och finansman, son till oljemagnaten John D. Rockefeller Jr.
David Rockefeller var gift med Margaret "Peggy" McGrath (född 28 september 1915) från 7 september 1940 till hennes död 26 mars 1996 och de fick barnen David (född 24 juli 1941), Abigail Aldrich "Abby" (född 1943), Neva (född 1944), Margaret Dulany "Peggy" (född 1947), Richard (20 januari 1949–13 juni 2014) och Eileen (född 1952).
David Rockefeller hade en förmögenhet på 3,1 miljarder dollar (2017).

## Utmärkelser
- Frihetsmedaljen (1998)[15]
- Legion of Merit (1945)[16]
- Storkors av Hederslegionen (2000)[17]
- Army Commendation Medal (1945)[16]
- Kommendör av Södra korsets orden (1956)[18]
- Storkors av Förbundsrepubliken Tysklands förtjänstorden